# اللبخة (الخبت)

تعديل مصدري - تعديل

اللبخة هي إحدى قرى عزلة بني عمارة بمديرية الخبت التابعة لمحافظة المحويت، بلغ تعداد سكانها 154 نسمة حسب تعداد اليمن لعام 2004.